# Eumicremma pennula
Eumicremma pennula là một loài bướm đêm trong họ Erebidae.